# Dr. Horrible's Sing-Along Blog
Dr. Horrible's Sing-Along Blog är en amerikansk 43 minuter lång musikal speciellt producerad för internet. Musikalen berättar historien om Dr. Horrible (spelad av Neil Patrick Harris), en superskurk som vill ta över världen och bli accepterad i "The Evil league of Evil". Historien handlar även om hur hans alter-ego Billy är förälskad i Penny (Felicia Day), som hans ärkefiende superhjälten Captain Hammer (Nathan Fillion) blir tillsammans med.
Filmen är skriven av Joss Whedon, hans bröder Zack och Jed Whedon och Jeds fästmö skådespelerskan Maurissa Tancharoen. Musikalen skrevs under manusförfattarnas fackförbund Writers' Guild of America strejk 2007-2008. Idén var att skapa någonting litet och inte så kostsamt men samtidigt professionellt gjort.
Musikalen är uppdelad i tre akter.

## Karaktärer
- Neil Patrick Harris som Billy / Dr. Horrible
- Felicia Day som Penny
- Nathan Fillion som Captain Hammer
- Simon Helberg som Moist